# Dharmakaya
Dharmakāya (Sanskriet voor waar lichaam of realiteitslichaam) is een centraal concept in het Mahayana-boeddhisme en maakt deel uit van de doctrine trikaya (letterlijk drie lichamen, ofwel de drie toestanden van een boeddha). Het concept werd voor het eerst uiteengezet in de Saddharma Pundarika Sutra (de lotussoetra) in de 1e eeuw v.Chr. Naast het Mahayana-boeddhisme, staat de Dhammakaya-traditie in het Theravada-boeddhisme erom bekend een waar zelf te onderwijzen, hetgeen in het Pali Dhammakaya wordt genoemd.

## Interpretaties in de verschillende tradities
Dharmakaya wordt ook wel beschreven als de intrinsieke leegte van de geest en staat synoniem voor de ultieme waarheid. Verlichte boeddha's worden gezien als een manifestatie van de dharmakaya. Dharmakaya kent geen vorm en verschilt van activiteit. Het is van een Boeddha de uiteindelijke toestand, waarbij het alle begrenzingen, eigenschappen en vormen voorbij is.
Het begrip Trikaya bestaat uit drie onderdelen: dharmakaya (Tibetaans: choeku) lichaam van waarheid, sambhogakaya (Tibetaans: longku) lichaam van vreugde, en nirmanakaya (Tibetaans: tulku) lichaam van verschijning.